# Saison 7 de Star Trek: Deep Space Nine
Chronologie
Saison 6 de 
Star Trek: Deep Space Nine Saison 1 de 
Star Trek: Voyager
Cette page présente les épisodes de la saison 7 de la série télévisée Star Trek: Deep Space Nine.

## Liste des épisodes

### Épisode 1:Image dans le sable
- Jeffrey Combs (Weyoun)
- Casey Biggs (Légat Damar)
- Barry Jenner (en) (Vice-Amiral William Ross (en))
- J.G. Hertzler (Général Martok)
- Megan Cole (Sénatrice Kimara Cretak)
- Aron Eisenberg (Enseigne Nog)
- James Darren (Vic Fontaine)
- Brock Peters (Joseph Sisko)

- Kira Nerys a été promu Colonel de la milice Bajorane.
- Changement de coiffure pour le rôle de Nana Visitor.
- Worf et Miles O'Brien discutent de souvenir de l'Enterprise-D, en particulier de Geordi La Forge et du Lieutenant Barclay.
- Arrivé de Nicole de Boer dans le rôle de Ezri Dax.

### Épisode 2:Ombres et symboles
- Jeffrey Combs (Weyoun)
- Casey Biggs (Légat Damar)
- Barry Jenner (en) (Vice-Amiral William Ross (en))
- J.G. Hertzler (Général Martok)
- Megan Cole (Sénatrice Kimara Cretak)
- Brock Peters (Joseph Sisko)
- Deborah Lacey (en) (Sarah Sisko)
- Lori Lively (Siana)

- Des rappels de l'épisode 13 de la Saison 6 : Au-delà des étoiles ou Benjamin Sisko est un écrivain (interné en hôpital psychiatrique) dans les années 1950.

### Épisode 3:Reflet
- Andrew Robinson (Elim Garak)

### Épisode 4:Rendez-vous à la holosuite
- Max Grodénchik (Rom)
- Aron Eisenberg (Enseigne Nog)
- Gregory Wagrowski (Capitaine Solok)
- Chase Masterson (Leeta)
- Penny Johnson (Capitaine Kassidy Yates)

### Épisode 5:Chrysalide
- Tim Ransom (Jack)
- Faith C. Salie (en) (Sarina Douglas)
- Hilary Shepard Turner (en) (Lauren)
- Michael Keenan (Patrick)
- Aron Eisenberg (Enseigne Nog)

### Épisode 6:Foi et traîtrise
- Jeffrey Combs (Weyoun)
- Casey Biggs (Légat Damar)
- J.G. Hertzler (Général Martok)
- Aron Eisenberg (Enseigne Nog)
- Max Grodénchik (Rom)
- Salome Jens (Fondatrice)

### Épisode 7:De retour au combat
- John Colicos (Maitre Kor)
- J.G. Hertzler (Général Martok)
- Neil Vipond (Darok)
- Nancy Youngblut (en) (Kolana)
- Blake Lindsley (en) (Synon)

### Épisode 8:Le siège de AR-558
- Raymond Cruz (Vargas)
- Patrick Kilpatrick (Reese)
- Aron Eisenberg (Enseigne Nog)
- Annette Helde (Larkin)
- Max Grodénchik (Rom)
- Bill Mumy (Kellin)
- James Darren (Vic Fontaine)

### Épisode 9:La secte
- Marc Alaimo (Gul Dukat)
- Norman Parker (Vedek Fala)
- Jason Leland Adams (Benyan)
- Maureen Flannigan (Mika)
- Miriam Flynn (Femme de ménage)
- Mark Piatelli (Breen)

### Épisode 10:Ce n'est qu'une lune de papier
- Aron Eisenberg (Enseigne Nog)
- Max Grodénchik (Rom)
- Chase Masterson (Leeta)
- James Darren (Vic Fontaine)

### Épisode 11:Le retour de la fille prodigue
- Kevin Rahm (Norvo Tigan)
- Mikael Salazar (Janel Tigan)
- John Paragon (Thadial Bokar)
- Clayton Landey (en) (Fuchida)
- Leigh Taylor-Young (Yanas Tigan)

- O'Brien essaye de retrouver la femme de Bilby (Saison 6, Épisode 15 : L'honneur des bandits).
- L'épisode rend hommage à Jerome Bixby auteur de l'épisode de 1967 : Star Trek - épisode 4 de la saison 2 - Miroir

### Épisode 12:Un camouflage pour l'Empereur
- Jeffrey Combs (Brunt)
- Max Grodénchik (Rom)
- J.G. Hertzler (Général Martok)
- Tiny Ron (en) (Maihar'du)
- Chase Masterson (Leeta)
- Wallace Shawn (Grand Nagus Zek)

### Épisode 13:Champ de bataille
- Art Chudabala (Lieutenant Hector Ilario)
- Marty Rackham (Lieutenant Chu'lak)
- Leigh McCloskey (Joran Dax)

### Épisode 14:Chimère
- J. G. Hertzler (Laas)

### Épisode 15:Badabim, badaboum
- Penny Johnson (Capitaine Kassidy Yates)
- Marc Lawrence (M. Zeemo)
- Mike Starr (Tony Cicci)
- Robert Miano (Frankie Eyes)
- Aron Eisenberg (Enseigne Nog)
- Bobby O'Reilly (en) (Comptable)
- Chip Mayer (Garde)
- James Wellington (Al)
- James Darren (Vic Fontaine)

### Épisode 16:Inter Arma Enim Silent Leges
- Andrew Robinson (Elim Garak)
- Adrienne Barbeau (Sénatrice Kimara Cretak)
- John Fleck (Directeur Koval)
- Barry Jenner (en) (Vice-Amiral William Ross (en))
- Hal Landon Jr. (Préteur Neral)
- William Sadler (Agent Luther Sloan)

### Épisode 17:Nous serons unis
- Penny Johnson (Capitaine Kassidy Yates)
- Jeffrey Combs (Weyoun)
- Marc Alaimo (Gul Dukat)
- Casey Biggs (Légat Damar)
- Deborah Lacey (en) (Sarah)
- Salome Jens (Fondatrice)

### Épisode 18:Jusqu'à ce que la mort
- Louise Fletcher (Kai Winn Adami)

### Épisode 19:Étranges partenaires
- Salome Jens (Fondatrice)
- Todd Slayton (Thot Gor)

### Épisode 20:Le visage changeant du Mal
- Penny Johnson (Capitaine Kassidy Yates)
- Jeffrey Combs (Weyoun)
- Salome Jens (Fondatrice)
- Andrew Robinson (Elim Garak)
- Casey Biggs (Légat Damar)
- Marc Alaimo (Gul Dukat)
- J.G. Hertzler (Général Martok)
- Aron Eisenberg (Lieutenant Nog)
- Barry Jenner (Vice-Amiral William Ross)
- Louise Fletcher (Kai Winn Adami)
- Todd Slayton (Thot Gor)

### Épisode 21:Pluie de sang
- Andrew Robinson (Elim Garak)
- Casey Biggs (Légat Damar)
- Marc Alaimo (Gul Dukat)
- J.G. Hertzler (Général Martok)
- Robert O'Reilly (Chancelier Gowron)
- Barry Jenner (Vice-Amiral William Ross)
- Louise Fletcher (Kai Winn Adami)

### Épisode 22:Le souffle de la guerre
- Casey Biggs (Légat Damar)
- Andrew Robinson (Elim Garak)
- Jeffrey Combs (Weyoun)
- J.G. Hertzler (Général Martok)
- Robert O'Reilly (Chancelier Gowron)
- John Vickery (Gul Rusot)
- Salome Jens (Fondatrice)
- Kitty Swink (en) (Vorta Luaran)
- J. Paul Boehmer (Vornar)

### Épisode 23:Décisions extrêmes
- J.G. Hertzler (Général Martok)
- Robert O'Reilly (Chancelier Gowron)
- William Sadler (Agent Luther Sloan)
- Andrew Robinson (Elim Garak)
- Jacqueline Schultz (Jessica)
- Kate Asner (Infirmière de Starfleet)
- Tom Holleron (Garde Section 31)

### Épisode 24:Les chiens de guerre
- Andrew Robinson (Elim Garak)
- Casey Biggs (Légat Damar)
- Penny Johnson (Capitaine Kassidy Yates)
- Jeffrey Combs (Weyoun et Brunt)
- Max Grodénchik (Rom)
- Barry Jenner (Vice-Amiral William Ross)
- Cecily Adams (Ishka)
- J.G. Hertzler (Général Martok)
- Chase Masterson (Leeta)
- Aron Eisenberg (Enseigne Nog)
- Julianna McCarthy (Mila)
- Tiny Ron Taylor (Maihar'du)
- Salome Jens (Fondatrice)
- Wallace Shawn (Grand Nagus Zek)
- Mel Johnson Jr (Légat Damar)
- Vaughn Armstrong (Seskal)
- Stephen Yoakam (Velal)
- Paul S. Eckstein (Jem'Hadar)
- David B. Levinson (Broik)
- Cathy DeBuono (Dabo Girl M'Pella)
- Leroy D. Brazile (Lonar)

### Épisode 25-26:Le jugement des Prophètes
- Penny Johnson (Capitaine Kassidy Yates)
- Rosalind Chao (Keiko O'Brien)
- Jeffrey Combs (Weyoun)
- Salome Jens (Fondatrice)
- Andrew Robinson (Elim Garak)
- Casey Biggs (Légat Damar)
- Marc Alaimo (Gul Dukat)
- J.G. Hertzler (Général Martok)
- Aron Eisenberg (Lieutenant Nog)
- Barry Jenner (Vice-Amiral William Ross)
- Deborah Lacey (Sarah Sisko)
- Julianna McCarthy (Mila)
- Hana Hatae (Moly O'Brien)
- James Darren (Vic Fontaine)
- Louise Fletcher (Kai Winn Adami)
- Cirroc Lofton (Jake Sisko)
- Mel Johnson Jr (Broca)
- Greg Ellis (Ekoor)
- Cyndi Pass (Ginger, hologramme du programme Vic Fontaine)
- Kevin Scott Allen (Jem'Hadar)
- Chistopher Halsted (Premier Jem'Hadar)